# Liste von Basketballvereinen in der Mongolei
Diese Liste ist eine Aufstellung von Basketballvereinen in der Mongolei. Die Tabelle erhebt keinen Anspruch auf Vollständigkeit.
| Verein                                   | Logo | Ort                  | Nationale Meisterschaften | Sportstätte | Sonstiges und Webadresse | Belege        |
| ---------------------------------------- | ---- | -------------------- | ------------------------- | ----------- | ------------------------ | ------------- |
| Erdenet Miners                           |      | Erdenet              | 2023                      |             |                          | [ 1 ] [ 2 ]   |
| Nalaikh Bison                            |      | Nalaich, Ulaanbaatar |                           |             |                          | [ 3 ]         |
| Selenge Bodons Sukhbaatar                |      | Sukhbaatar           |                           |             |                          | [ 4 ]         |
| Darkhan United                           |      |                      |                           |             |                          | [ 5 ] [ 6 ]   |
| Hasyn Hulegood                           |      |                      |                           |             |                          |               |
| IHC Apes                                 |      |                      |                           |             |                          | [ 7 ] [ 8 ]   |
| Umnugovi Yoluud                          |      |                      |                           |             |                          | [ 9 ] [ 10 ]  |
| Arhangai Altan Dornod Gold.East Warriors |      |                      |                           |             |                          | [ 11 ]        |
| Zavkhan Brothers                         |      | Uliastai             |                           |             |                          | [ 12 ]        |
| Shutis Sharks Ulaanbaatar                |      | Ulaanbaatar          |                           |             |                          | [ 13 ]        |
| Ulaanbaatar TLG                          |      | Ulaanbaatar          |                           |             |                          | [ 14 ]        |
| Tenuun Olziy Metal Ulaanbaatar           |      | Ulaanbaatar          |                           |             |                          | [ 15 ] [ 16 ] |
| Khuleguud Knights Ulaanbaatar            |      | Ulaanbaatar          |                           | UG Arena    |                          | [ 17 ]        |
| Ulaanbaatar MMC Energy                   |      | Ulaanbaatar          |                           |             | 3x3                      |               |
| BCH Garid Ulaanbaatar                    |      | Ulaanbaatar          |                           |             |                          | [ 18 ] [ 19 ] |